# FLCL
FLCL (яп. フリクリ фурі курі, англ. Furi Kuri або ж Fooly Cooly) — шестисерійний OVA-серіал студії Gainax, а також написані за його мотивами манґа і цикл повістей. «FLCL» являє собою жанрову суміш з романтичної «гаремної» комедії, повсякденності, меха, фансервісу, трилера з елементами психоделіки, шьонена, і навіть стильових елементів жанру кодомо.
FLCL — перша самостійна робота Цурумакі Кадзуї. Саме цим серіалом студія Gainax вирішила відмітити вступ у нове тисячоліття. Результат, на думку багатьох, вийшов незвичайним. Загалом, фільм позитивно сприйняли критики та глядачі, хоч багато хто серіалу не зрозумів.
Більша частина сейю, що озвучували серіал — театральні актори, для яких ролі у «FLCL» виявились аніме-дебютом. Практично всіх підлітків озвучували актори-підлітки.
Серіал одночасно виходив на відеокасетах та DVD. Починаючи із другої серії DVD було субтитровано англійською. Це перший випадок в історії японської анімації, коли аніме відразу ж було укомплектовано субтитрами з перекладом.
За мотивами манґи (автор — Уеда Хаджіме) та серії оповідань (автор — Еномото Йоджі).

## Назва серіалу
Назва ﾌﾘｸﾘ (фурікурі) не є японським словом, хоча дуже нагадує багато інших слів і скорочень. Додатковий сенс додають особливості японської транскрипції англійських слів, зокрема, Fooly Cooly («дурень-крутий») в японському записується так само, як фурікурі. У серіалі обігруються різні значення цього слова, його сенс змінюється залежно від сюжету і контексту.
Деякі із значень, з якими вживається слово:
- синдром фуріхтокурічного дефекту Єви — вигадане Харукою підліткове шкірне захворювання
- «займатися фурі-курі» — евфемізм для «займатися сексом»
- «А може, у фурікурічневий?» — колір, у який фарбують волосся
- Шіґекуні вживає це слово, як назву процесу випічки хліба

## Сюжет
Сучасна Японія. В містечку Мабасе стоїть величезний завод компанії «Medical Mechanica», що виробляє медичне обладнання. Форма заводу нагадує величезну парову праску, і коли він димить, все місто вкриває смогом.
Один з мешканців Мабасе — 12-річний Нандаба Наота, учень 6-го класу початкової школи. Жити йому важко: батько не звертає на нього увагу, Самеджіма Мамімі, яка з ним «зустрічається», колишня подружка старшого брата Наоти, який поїхав грати у бейсбол у США, ставиться до Наоти як до дитини. Однокласники із Наотою товаришують, але всерйоз його не сприймають.
Але наскільки ж гірше стає Наочі, коли його збиває своїм моторолером «Веспа» таємнича Харухара Харуко. Після цього на голові Наоти виникає ґудзь, що виростає у ріг, з котрого вилазить іще таємничіший робот на ім'я Канчі.
Після цього Харуко влаштовується на роботу в будинок Наоти, Канчі освоює прибирання та прання.

## Персонажі

Персонажі серіалу «Фурі-Курі». Головні герої: Робот Канчі (в центрі), Харухара Харуко (праворуч від Канчі), Нандаба Наота (праворуч від Харуко)

- Наота Нандаба (яп. ナンダバ・直太) — головний герой. Хлопець, що прагне бути як всі.
Сейю: Джюн Мідзукі
- Харуко Харухара (яп. ハルハラ・ハル子) або Рахару Харуха (яп. ハルハ・ラハル) — інопланетянка. Грає на бас-гітарі Rickenbacker 4003. Головна мета прибуття на Землю — пошук Атомска. Любить дивувати публіку, нехтує чужими інтересами. Засіб пересування: космічний корабель у вигляді мотороллера Vespa 180 SS.
Сейю: Маюмі Шінтані
- Мамімі Самеджіма (яп. サメジマ・マミ実) — дівчина старшого брата Наоти. Не вчиться, не працює. Найчастіше можна знайти її під мостом. Є ручна тварина Та-кун — кіт. Власне кажучи, Та-куном вона називає будь-яку істоту чоловічої статі, включаючи Наоту. Палить. 
Сейю: Ідзумі Касаґі
- Ері Нінаморі (яп. ニナモリ・エリ) — однокласниця Наоти, дочка мера міста.
Сейю: Міка Іто
- Масаші Масамуне — однокласник Наоти.
Сейю: Казухіто Судзукі
- Ґаку (Манабу) Манабе — однокласник Наоти.
Сейю: Акіра Міяджіма
- Джюнко Міяджі (яп. ミヤジ・ジュン子) — класна керівниця Наоти.
Сейю: Ікарі Фукуй
- Канті — робот компанії Medical Mechanical.
- Камон Нандаба (яп. ナンダバ・カモン) — батько Наоти, головний редактор самвидавівського журналу «Вперед Мабасе!», у минулому манґака, малював манґу «Єванґеліон».
Сейю: Судзукі Мацуо
- Шіґекуні Нандаба (яп. ナンダバ・カモン) — дід Наоти і тренер місцевої бейсбольної команди «Маршіани».
Сейю: Хіроші Іто
- Амарао — командувач філією «імміграційного бюро для інопланетян» в Мабасе. Має брови вражаючих розмірів (згодом виявляється, що брови — приклеєні). Засіб пересування: моторолер Rabbit 301.
Сейю: Коджі Окура
- Кіцурубамі — підлегла Амарао.
Сейю: Чіемі Чіба
- Атомск — відомий космічний пірат на прізвисько «Викрадач планет».
- Мію Мію — домашній кіт Наоти.
Сейю: Анно Хідеакі
- Та-кун — бездомне кошеня, якого підібрала Мамімі.
Сейю: Джюн Мідзукі

## Техніка і стиль
FLCL створювалося як експериментальне аніме, в якому художники-аніматори вирішили продемонструвати свою неабияку фантазію і майстерність. Завдяки їх талантам FLCL вражає глядача буйством візуальних ефектів, деякі з яких видно тільки при сповільненому відтворенні. Ще один коник FLCL — це непередбачувана гра стилів: стилістика малюнка міняється дуже сильно і стрімко в найрізноманітніші моменти, створюючи ефект візуального хаосу.

## Музика

OST альбом «FLCL»

Однією з найкращих сторін FLCL є музика. Велика частина мелодії, що звучать у цьому аніме, належить японській групі The Pillows, яка здобула чималу популярність після його виходу в Америці. Спеціально для серіалу були створені пісні «Ride on Shooting star» і «I Think I Can», які згодом були випущені як сингли і в наш час є класикою групи. Решту музики склав японський композитор Шінкічі Міцумуне. Пізніше були випущені 2 компакт-диски саундтреків з аніме — «Addict» і «King of Pirates» та один компакт-диск з компіляцією найкращих композицій «FLCL № 3». Спершу в Японії, а потім і в Америці. Ще однією відмінною рисою FLCL є те, що анімаційний ряд малювався під конкретну мелодію, а не навпаки. Наприклад, пісня «Little Busters» звучить в моменти, коли Канчі знаходить силу Атомська. Подібний підхід був випробуваний в перших роботах GAINAX: Daicon III і Daicon IV. У самому серіалі є сцена в якій Харуко під час польоту на гітарі вимовляє «Daicon V», символізуючи тим самим, що FLCL є подальшою еволюцією ідей GAINAX. Крім цього в серіалі дуже багато посилань на гітари, які використовуються як символічно, так і фізично (хоча в основному не за призначенням).

## Список епізодів
| Епізод | Назва                            | Дата випуску (в Японії) |
| ------ | -------------------------------- | ----------------------- |
| 1      | Фурі Курі «Furi Kuri» (フリクリ) | 26.04.2000              |
| 2      | Фаіста «FiSta» (ファイスタ)      | 21.06.2000              |
| 3      | Мару-Раба «Maru-Raba» (マルラバ) | 23.08.2000              |
| 4      | Фурі Кірі «Furi Kiri» (フリキリ) | 25.10.2000              |
| 5      | Бура-Буре «Bura-Bure» (ブラブレ) | 21.12.2000              |
| 6      | Фурі Кура «Furi Kura» (フリクラ) | 16.03.2001              |